# ∂
∂ (Unicode: U+2202) は、筆記体のdを様式化した記号で、主に数学記号として用いられる。
この記号は、{\displaystyle {\frac {\partial z}{\partial x}}}のようにして偏微分を表すのに用いられたり、鎖複体の境界や、複素多様体上の滑らかな微分形のドルボー演算子の共役など、様々な用途に用いられる。

## 歴史
この記号は、1770年にニコラ・ド・コンドルセが偏差分の記号として使用し、1786年にアドリアン＝マリ・ルジャンドルによって偏微分に採用された。
積分記号が長いsの特殊なタイプとして生まれた（1686年にライプニッツが印刷で初めて使用した）ように、この記号は d という文字の特殊な草書体を表している。ルジャンドルはこの記号の使用を止めたが、1841年にカール・グスタフ・ヤコブ・ヤコビによって再び取り上げられ、広く使用されるようになった。

## 名称
この記号は、様々な名称で呼ばれている。カーリーディー(curly d)、ラウンドディー(rounded d)、カーブディー(curved d)、ダバ(dabba)、ヤコビのデルタ(Jacobi's delta)、デル(del)（ただし、ナブラ(∇)もまたデル(del)と呼ばれる）、ディー(dee)、パーシャルディー(partial d)、ドー(doh) 、ダイ(die)などである。
LaTeXでは\partialで{\displaystyle \partial }が出力される。

## 用途

### 偏微分での利用
解析学では、偏微分を表す目的で利用する。
多変数関数に対する偏微分を考える場合、どの変数で微分するかを明らかにする必要がある。例えば2変数関数 f(x, y) に対して x で偏微分する場合、常微分を表す d の代わりに∂を用いて次のように表す。
{\displaystyle {\frac {\partial f}{\partial x}}={\frac {\partial f(x,y)}{\partial x}}={\frac {\partial }{\partial x}}f(x,y)}
同様に y で偏微分した場合は {\displaystyle {\frac {\partial f}{\partial y}}} のように表す。

### 境界としての利用
位相空間論では、境界を表す目的で使用する。
たとえばある位相空間の部分集合{\displaystyle \ D}の境界をラウンドディーを用いて示す場合は次のようになる。
{\displaystyle \partial D}

### ヤコビ行列
多変数ベクトル値関数の勾配ベクトルを縦に並べたものをヤコビ行列（やこびぎょうれつ、英: Jacobian matrix）または関数行列と呼び、∂記号を用いて次のように表す。
{\displaystyle {\frac {\partial \mathbf {f} }{\partial \mathbf {x} }}={\frac {\partial (f_{1},f_{2},\cdots ,f_{m})}{\partial (x_{1},x_{2},\cdots ,x_{n})}}={\begin{pmatrix}{\cfrac {\partial f_{1}}{\partial x_{1}}}&\cdots &{\cfrac {\partial f_{1}}{\partial x_{n}}}\\\vdots &\ddots &\vdots \\{\cfrac {\partial f_{m}}{\partial x_{1}}}&\cdots &{\cfrac {\partial f_{m}}{\partial x_{n}}}\end{pmatrix}}}

## 符号位置
| 記号 | Unicode | JIS X 0213 | 文字参照                | 名称                 |
| ---- | ------- | ---------- | ----------------------- | -------------------- |
| ∂    | U+2202  | 1-2-63     | &part; &#x2202; &#8706; | デル、ラウンドディー |